# Азартные игры в Турции
Азартные игры в Турции строго регламентированы. Турция запретила казино в 1998 году, а негосударственные азартные игры онлайн – в 2006 году. Однако существует государственная лотерея (Milli Piyango) и услуги по ставкам, а также некоторые азартные игры в Интернете; нелегальные азартные игры по-прежнему существуют.

## История
Первоначально ставки на скачках были легализованы в 1984 году, а казино — в 1990 году. В сентябре 1996 года были введены новые ограничения, в том числе ограничение часов работы до 8 часов в день и требование выплаты выигрышей чеком. Эти ограничения последовали за убийством в июле 1996 года «короля казино» Омера Лютфю Топала. Закон о запрете казино (частично из-за обвинений в отмывании денег) был неожиданно обнародован и одобрен в декабре 1996 года и (после судебного иска против него) вступил в силу 11 февраля 1998 года. Однако нелегальные казино продолжают существовать. На момент запрета казино представляли собой индустрию стоимостью 1 миллиард долларов, в которой работало около 20 000 человек. Суди Озкан, ещё один «король казино» с 20 казино во владении на время покинул страну, и его обвинили в перекачке почти 700 миллионов долларов в Швейцарию «неофициально». В конечном итоге он вернулся после заключения сделки с турецкими налоговыми органами.
Азартные игры онлайн были запрещены в 2006 году, но меры по их запрету имели ограниченный успех. В 2009 году было подсчитано, что четверть доходов шведской фирмы Betsson приходится на Турцию. В 2013 году турецкий парламент планировал ужесточить наказания для тех, кто использует азартные игры в Интернете, а также для тех, кто разрешает финансовые операции, связанные с азартными играми в Интернете.

## Азартные игры онлайн
Азартные игры онлайн в Турции в настоящее время запрещены, за исключением государственной букмекерской компании IDDAA, являющейся единственной турецкой организацией, которой разрешено предлагать услуги азартных игр в Интернете. Закон, запрещающий азартные игры в Интернете в Турции, был принят в 2007 году, и недавно Турция также приняла меры, чтобы игроки не могли использовать иностранные сайты азартных игр в Интернете. Несмотря на запрет азартных игр, многие турецкие игроки продолжают делать ставки на данных сайтах и становятся ведущими игроками. В 2013 году турецкое правительство издало закон, согласно которому Турция стала первой страной в мире, нацелившейся на отдельных игроков, а не на операторов азартных игр. Предоставляющим услуги азартных игр онлайн грозит крупный штраф, а операторы казино, работающие с турецким рынком, и обслуживающие их банкиры могут также быть приговорены к тюремному заключению.